# Auerbach (Familienname)
Auerbach ist ein deutscher Familienname.

## Namensträger

### A
- Abraham Auerbach (1763–1846), deutscher Rabbiner
- Alan J. Auerbach (* 1951), US-amerikanischer Ökonom
- Alexander Auerbach (* 1988), deutscher Handballspieler
- Alfred Auerbach (1873–1954), deutscher Schauspieler und Schriftsteller
- Alice Auerbach (1875–1916), deutsche Malerin, siehe Alice Trübner
- Assa Auerbach (* 1956), israelischer Physiker
- Azriel Auerbach (* 1938), israelischer Rabbiner

### B
- Baruch Auerbach (1793–1864), polnisch-deutscher Pädagoge
- Benjamin Auerbach (Mediziner) (1855–1940), deutscher Mediziner
- Benjamin Hirsch Auerbach (1808–1872), deutscher Rabbiner
- Berthold Auerbach (1812–1882), deutscher Schriftsteller

### C
- Chajim Leib Auerbach (1886–1954), israelischer Rabbiner
- Charlotte Auerbach (1899–1994), deutsch-englische Biologin, Genetikerin und Hochschullehrerin
- Christopher Auerbach-Brown (* 1970), US-amerikanischer Komponist und Musikpädagoge
- Cornelia Schröder-Auerbach (1900–1997), deutsche Musikwissenschaftlerin und Autorin

### D
- Dan Auerbach (* 1979), US-amerikanischer Musiker, siehe The Black Keys
- David Auerbach (1599–1647), deutscher Theologe
- Dirk Auerbach (* 1963), deutscher Wirtschaftsprüfer, Steuerberater und Bankaufsichts-Experte

### E
- Edith Auerbach (1899–1994), deutsche Malerin
- Elias Auerbach (1882–1971), israelischer Mediziner
- Ella Auerbach (1900–1999), deutsch-US-amerikanische Juristin und Sozialarbeiterin
- Ellen Auerbach (1906–2004), deutsch-US-amerikanische Fotokünstlerin
- Erich Auerbach (1892–1957), deutscher Romanist und Literaturwissenschaftler
- Erich Auerbach (Fotograf) (1911–1977), sudetendeutscher Fotograf
- Erna Auerbach (1897–1975), deutsche Malerin und Kunsthistorikerin
- Ernst Auerbach (1863–1926), deutscher Jurist und Anwalt

### F
- Felix Auerbach (1856–1933), deutscher Physiker
- Frank Auerbach (1931–2024), britischer Maler
- Frank Auerbach (Übersetzer) (* 1938), deutscher Übersetzer
- Frank Auerbach (Schauspieler) (* 1968), deutscher Schauspieler
- Friedrich Auerbach (1870–1925), deutscher Chemiker

### G
- Gerhard Auerbach (* vor 1940), deutscher Fußballspieler

### H
- Hans Theodor Auerbach (1919–2019), Schweizer Physiker
- Heinrich Alfred Auerbach (1864–1938), deutscher Archäologe und Museumsleiter
- Hellmuth Auerbach (1930–2001), deutscher Historiker
- Herman Auerbach (1901–1942), polnischer Mathematiker
- Hermann Auerbach (1854–1899), deutscher Stenograf und Publizist

### I
- Ida Auerbach, Ehename von Ida Dehmel (1870–1942), deutsche Lyrikerin und Frauenrechtlerin
- Inge Auerbach (* 1941), deutsche Historikerin und Archivarin
- Isaac Levin Auerbach (1921–1992), US-amerikanischer Ingenieur und Informatiker
- Isaak Auerbach (1827–1875), deutscher Architekt
- Isaac Levin Auerbach (1791–1853), deutscher Religionslehrer und Reformer
- Iwan Bogdanowitsch Auerbach (1815–1867), russischer Geologe und Mineraloge

### J
- Jakob Auerbach (Rabbiner) († 1860), polnischer Rabbiner
- Jakob Auerbach (Theologe) (1810–1887), deutscher Theologe und Pädagoge
- Johann Gottfried Auerbach (1697–1753), deutscher Maler
- Johann Karl Auerbach (1722/1723–1786/1788), österreichischer Maler
- Johannes Ilmari Auerbach (1899–1950), deutscher Bildhauer und Maler
- John James Auerbach (* 1931), deutsch-US-amerikanischer Maler
- Josef Auerbach (1885–1969), österreichisch-böhmisch-amerikanischer Filmproduzent und Filmverleiher

### K
- Konrad Auerbach (* 1958), deutscher Kunsthistoriker

### L
- Larry Auerbach (1923–2014), US-amerikanischer Regisseur
- Leonore Auerbach (* 1933), deutsche Politikerin (SPD)
- Leopold Auerbach (Mediziner) (1828–1897), deutscher Anatom, Neurologe und Pathologe
- Leopold Auerbach (Jurist) (1847–1925), deutscher Jurist und Historiker
- Leopold Leonidowitsch Auerbach (1903–1937), sowjetischer Literaturkritiker, Redakteur, Komsomol-Aktivist und Stalinist, siehe Leopold Leonidowitsch Awerbach
- Lera Auerbach (* 1973), russisch-US-amerikanische Komponistin, Pianistin und Schriftstellerin
- Ludwig Auerbach (1840–1882), deutscher Kaufmann, Schmuckfabrikant und Dichter

### M
- Max Auerbach (Schriftsteller) (1845–1907), deutscher Schriftsteller
- Max Auerbach (Pianist) (1872–1965), deutscher Pianist und Musikpädagoge
- Max Auerbach (Zoologe) (1879–1968), deutscher Zoologe
- Meir Auerbach (1815–1878), russischer Gelehrter und Rabbiner
- Moses Auerbach (1881–1976), deutsch-israelischer Rabbiner

### P
- Paul Auerbach (Unternehmer) (1851–1927), deutscher Unternehmer und Stifter
- Paul Auerbach (Mediziner) (1951–2021), US-amerikanischer Mediziner, Publizist und Hochschullehrer
- Peter Auerbach (1944–2010), deutscher Psychiater
- Philipp Auerbach (1906–1952), deutscher Politiker (DDP, SPD) und Staatsbeamter

### R
- Rachel Auerbach (1903–1976), israelische Historikerin, Journalistin, Schriftstellerin und Holocaust-Überlebende
- Red Auerbach (Arnold Jacob Auerbach; 1917–2006), US-amerikanischer Basketballtrainer
- Rudolf Auerbach († 1932), deutscher Unternehmer

### S
- Schlomo Salman Auerbach (1910–1995), israelischer Rabbiner
- Selig Auerbach (1840–1901), deutscher Rabbiner
- Selig Sigmund Auerbach (1906–1997), deutscher Rabbiner
- Shmuel Auerbach (1931–2018), israelischer Rabbiner
- Siegmund Auerbach (1866–1923), deutscher Neurologe
- Sivan Auerbach (* 2000), israelische Mittelstreckenläuferin

### T
- Thomas Auerbach (1947–2020), deutscher Bürgerrechtler

### W
- Walter Auerbach (1905–1975), deutscher Politiker (SPD)
- Wilfried Auerbach (* 1960), österreichischer Ruderer, Politiker und Unternehmensberater
- Wilhelm Auerbach (Lehrer) (1830–1903), deutscher Schwimm- und Turnlehrer
- Wilhelm Auerbach (Kaufmann) (1876–??), deutscher Kaufmann, siehe Parkstraße 8 (Köln) #Der Bauherr
- Wilhelm Emil Auerbach (1826–1874), deutscher Jurist und Politiker

Siehe auch:
- Auerbacher